# Darko Anić
Darko Anić (szerbül: Дapкo Aнић; Aranđelovac, 1974. március 5. –) szerb labdarúgó-középpályás.

## Sikerei, díjai
Club Brugge
- Belga bajnokság
  - bajnok: 1997–98
- Belga szuperkupa
  - győztes: 1998

 Santung Lüneng Tajsan
- Kínai kupa
  - győztes: 2004

 Al-Ahli Szaúdi
- Szaúd-arábiai koronaherceg-kupa(wd)
  - győztes: 2007